# サム・リヴァース (ベーシスト)

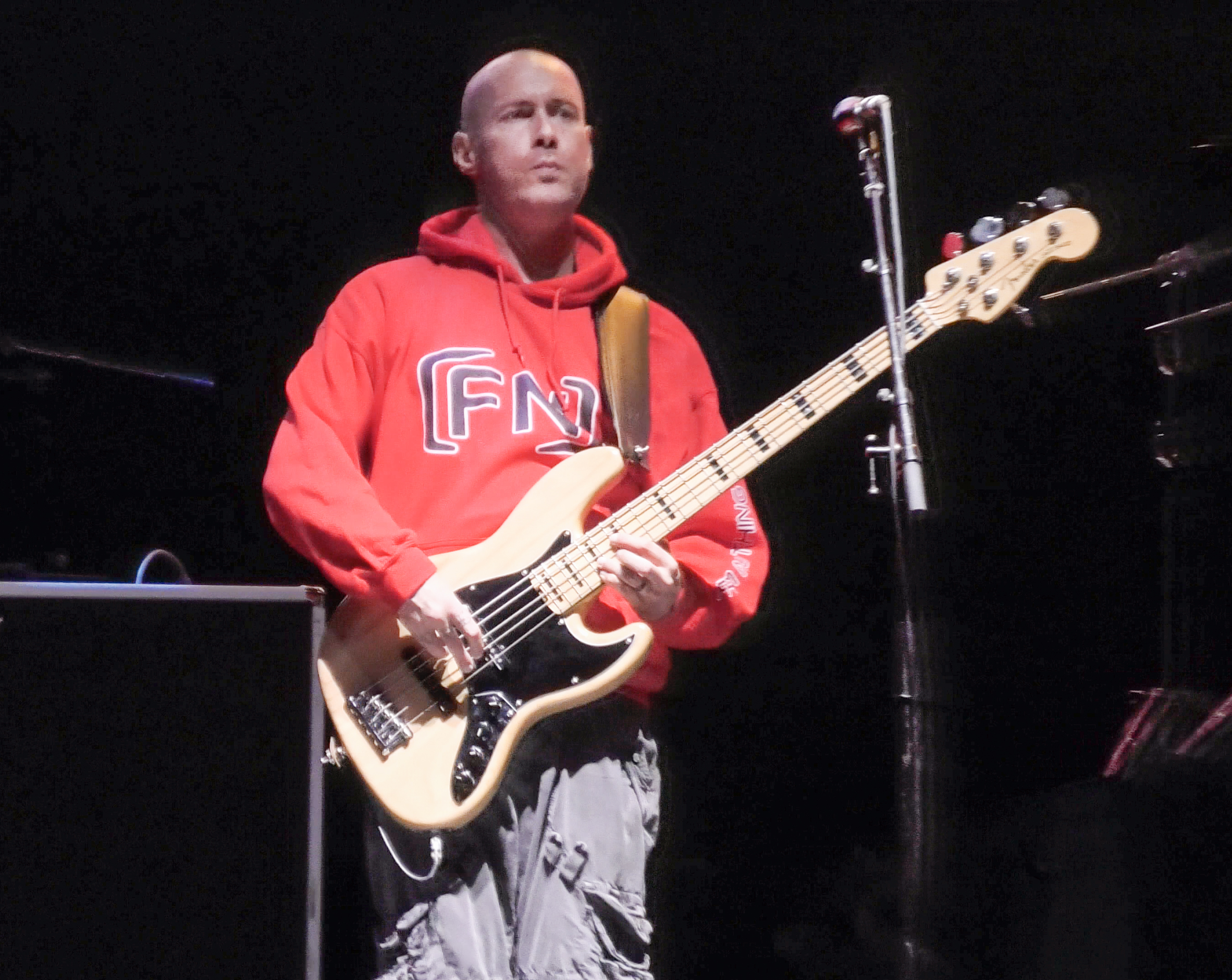
Sam RiversがKROQ Weenie Roast 2019に出演時。

サムエル・ロバート・リヴァース（Samuel Robert Rivers、1977年9月2日 - ）は、アメリカ合衆国のベーシスト。リンプ・ビズキットのベース担当。

## 来歴
中学校の頃、バンドでチューバを演奏した経験を持つ。彼は当初、ジャズスタイルのドラムを演奏したジョー・オットのおかげで音楽に夢中になった。
多くの人がオットーはリバーズのいとこだと言っているが、セカンドアルバムをレコーディングするバンドの録音されたドキュメンタリーで、リバーズは最初はいとこだと思っていたが、実際は親戚ではない。
彼はケニー高校司教に通った。リヴァースは、ベースを演奏する前にギターを弾いていた。これは音楽教師の提案で切り替わった。1994年、リンプ・ビズキットを結成する。

## 私生活
ブラック・サバスやメガデスなどのバンドに影響した。演奏面では、パール・ジャムのジェフ・アメンを彼の演奏に大きな影響を与えたと述べています。
2000年代初頭、リバーズはキンターアトキンスと結婚した。しかし、個人的な問題のために離婚した。現在、リバーズはポルノ女優のケイラ・ペイジと関係がある。

## ディスコグラフィ
- Marilyn Manson ft. Sam Rivers - "Redeemer" (Queen of the Damned (soundtrack))
- David Draiman ft. Sam Rivers - "Forsaken" (Queen of the Damned (soundtrack))
- Black Light Burns ft. Sam Rivers - "I Have a Need" (Cruel Melody)